# Gin and Juice
«Gin and Juice» es el segundo sencillo del cantante Snoop Doggy Dogg de su álbum debut Doggystyle. La canción rinde homenaje a Seagrams y la ginebra Tanqueray. Alcanzó llegar al top 10 en el Billboard Hot 100 en los Estados Unidos, llegando a su peak en la posición 8. "Gin and Juice" fue nominada a los Grammy Award de 1995 por Mejor Interpretación de Rap en solitario. En una encuesta en rap.about.com llegó al lugar 69 de las Mejores Canciones de rap y al número 8 en las 100 Mejores Canciones de Hip Hop por VH1.

## Lista de canciones
1. «Gin and Juice» (Versión radial (No Indo))
2. «Gin and Juice» (Versión radial)
3. «Gin and Juice» (Remix Laid Back)
4. «Gin and Juice» (Mix radial Laid Back)

## Posición en las listas musicales
| Lista (1993-1994)                                 | Mejor posición |
| ------------------------------------------------- | -------------- |
| U.S. Billboard Hot 100                            | 8              |
| U.S. Billboard Hot Rap Singles                    | 1              |
| U.S. Billboard R&B Singles                        | 13             |
| U.S. Billboard Rhythmic Top 40                    | 5              |
| U.S. Billboard Hot Dance Music/Maxi-Singles Sales | 1              |
| UK Singles Chart                                  | 39             |